# Lee Salk
Lee Salk (New York, 1926 – New York, 1992. május 2.) gyermekpszichológus és szakíró, neki tulajdonítják azt a felfedezést, hogy a szívhang nyugató hatással van a csecsemőkre. Élete utolsó harmadában dr. Salk számos alkalommal tartott előadásokat és vállalt tévés szerepléseket, ezen alkalmakkor elsősorban gyermekneveléssel, főleg a csecsemők gondozásával kapcsolatos tanácsokat adott.

## Életrajza
Salk szülei orosz zsidó bevándorlók voltak. Salk Dora (Press) és Daniel Salk második fiaként született New Yorkban, és a korai éveit is ott töltötte. Jonas Salk, a gyermekbénulás elleni vakcina feltalálója volt a bátyja. Salk a Michigani Egyetemre járt.

## Szakmai munkája
Salk kutatta a nyugdíjazásnak a halálozásra gyakorolt hatását, az anya szívhangjának az újszülött csecsemőjére gyakorolt hatását és a káros anyai és perinatális (születés körüli) behatások összefüggéseit a későbbi önpusztító viselkedéssel. Nyolc szakkönyv szerzője. A  Cornell Egyetem Orvosi Központjában dolgozott professzorként.

## Magánélete
Salk első feleségét Kerstinnek, másodikat Mary Jane-nek hívták. Első feleségétől született fia, Eric és lánya, Pia. Salk egy manhattani kórházban rákban halt meg 1992. május 2-án, 65 évesen.

## Fordítás
- Ez a szócikk részben vagy egészben  a   Lee Salk című angol Wikipédia-szócikk ezen változatának fordításán alapul.  Az eredeti cikk szerkesztőit annak laptörténete sorolja fel. Ez a jelzés csupán a megfogalmazás eredetét és a szerzői jogokat jelzi, nem szolgál a cikkben szereplő információk forrásmegjelöléseként.